# جيم كيلي (لاعب كرة قدم أمريكية أمريكي)
جيم كيلي (بالإنجليزية: Jim Kelly)‏ هو لاعب كرة قدم أمريكية أمريكي، ولد في 7 أغسطس 1951 في كولومبيا في الولايات المتحدة.

## وصلات خارجية
- جيم كيلي على موقع مرجع كرة القدم المحترفة.كوم (الإنجليزية)
- جيم كيلي على موقع JustSportsStats.com (الإنجليزية)
- جيم كيلي على موقع الموسوعة البريطانية (الإنجليزية)